# Governació de Port Saïd
La governació de Port Saïd (àrab: محافظة بور سعيد, muḥāfaẓat Būr Saʿīd) és una de les governacions o muhàfadhes d'Egipte, situada al nord del país, a prop de la desembocadura del Canal de Suez a la Mediterrània. La seva capital és Port Saïd, i l'any 2006 tenia 570.768 habitants.